# Pala Casa Mora
Il Pala Casa Mora è il principale palazzo dello sport di Castiglione della Pescaia in provincia di Grosseto. 